# 何畏 (1900年)

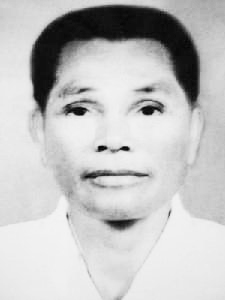

何畏（1900年—1960年），原名何世富，又名何敬贤，曾用名何云，男，广东乐会（今海南省琼海市博鳌镇玉堂村（后塘村））人，中国工农红军高级将领。

## 生平
何幼年侨居马来西亚，曾加入马来亚共产党并担任其领导人及英（国）荷（兰）两族中区委员，后被英政府逮捕，驱逐出境。此后回国，初入厦门大学，1925年在香港参加省港大罢工。1926年3月考入黄埔军校第五期步科第一队，是为数不多的大学毕业考入黄埔的学员。1927年5月从黄埔军校毕业。1927年12月11日，何畏参加广州起义，并加入中国共产党，失败后奉命转去越南，参加了广西越南边境的游击战争，和越南革命党人一起在越南与法国军队作战。
1929年5月，蒋介石任命俞作柏为广西省政府主席，李明瑞为广西绥靖司令。俞作柏和李明瑞上任后，即向中共传出信息愿同共产党合作，并要求共产党派干部到他们的部队工作。中共中央和广东省委相继派出了邓小平、张云逸、陈豪人、龚楚、袁任远、李谦、叶季壮、袁也烈等到广西工作。何畏也被同时派到广西，被安排到广西警备大队工作。参加了张云逸指挥的消灭土匪头子熊镐为队长的南宁警备第三大队的战斗。1929年10月，随广西警备第五大队（相当一个步兵团）到龙州。1930年2月1日龙州起义时，何畏任红八军第一纵队连长；1930年底离开龙州，历任红七军连长、营长，后随军转战中央苏区，红七军拨出80余支枪，在江西上崇县组建了西河独立营任营长，不久任上猷县独立营长。1932年10月被派到红四方面军工作，任红四军第十二师副师长、师长。1933年6月底任新组建的红四方面军红九军军长。1935年6月28日根据两河口会议决定，红一、四方面军下达了《松潘战役计划》，何畏为懋功支队司令员兼政委，率领红军第25师、第27师共四个团，留驻夹金山南、巴朗山东之达维、懋功、丹巴河东岸及崇化地区，掩护北进作战及后方。8月4日中央政治局召开了沙窝扩大会议，补选陈昌浩、周纯全二人为中共中央政治局委员，徐向前为中央委员，何畏、李先念、傅钟为中央候补委员，陈昌浩任红军总政治部主任，周纯全任副主任。中共中央决定把红一方面军干部团和红四方面军红军学校合并，成立中国工农红军大学，倪志亮任校长（未到职），原红九军军长何畏为政委，刘少奇兼政治部主任，李特为教育长，莫文骅为总支书记，红军大学随右路军行动。红一、红四方面军分开后，1935年10月初，红四方面军在卓木碉组建了新的红军大学，刘伯承兼任校长，何畏任政治委员。红军三大方面军会宁会师后，任红军大学副校长。
1937年3月召开的中共中央政治局扩大会议上，作为红四方面军张国焘亲信，在会上检讨了错误。张国焘在《我的回忆》一书里写：“原任四方面军第九军军长、当时任红军学校副校长的何畏也被捕了。何畏自始即站在反抗这种斗争的立场，为四方面军的领导辩护。何畏出身工人阶级，在红军中战功显赫，负伤十一次之多，毛泽东等也轻易奈何他不得。他并未参加这次抗大学生的反抗风潮，但为了许世友、王建安等人的被捕，表示抗议。他愤慨申言，中共中央和抗大都变质了，变成了类似北洋军阀的统治。他要向共产国际控诉，否则他就要脱离共产党，因此何畏被秘密逮捕。之后，张闻天曾向我解释，何畏身体残废，且有战功，本应曲予优容，但他心情恶劣，可能自杀，故暂行看管，并不交法院审讯。我因不愿加深党内危机，对只有怒目而视，忍耐着一言不发。”后借口有病，提出要去西安治疗。经时任“抗大”教育长罗瑞卿与政治主任莫文骅和政治部党总支书记兼政治部组织科科长邓富连研究，认为何畏过去有战功，应该让他去治病，报毛泽东同意后，答应了他的要求。何畏临走前，罗瑞卿等人与他谈话，希望他治愈后早日返回延安，并给其一笔法币。1937年4月19日深夜何畏带着警卫员悄悄离开延安。到西安后，便决计投奔南京，不料被胡宗南扣押，写信向张国焘求救。后追随张国焘，历任“军统”少将专员、军统“特种问题研究室”研究员，后随张国焘转入中统，任中国国民党中央组织部“对共斗争设计委员会”委员兼主任秘书。成仿吾《记叛徒张国焘》（北京出版社1985年版）：“原红四方面军在抗战初期剩下的还有一万多人，而在整个抗战期间叛变投降国民党的不过何畏、朱德崇（1913年生，湖北黄安人，原红三十三军参谋长，抗战时任八路军冀鲁豫军区“筑先抗日游击纵队”副司令员，因腐化被发现叛逃）几个。”1939年4月8日，在“抗大”检讨工作的总结晚会上，毛泽东说：“抗大也有一个叫何畏的，溜了。”
1955年回到老家玉堂村，同原配夫人曾国彩和儿子何达梧一起生活。1960年在老家玉堂村食用了煮熟的蟾蜍，结果中毒去世。
中共中央组织部、中共中央党史研究室编纂的《中国共产党历届中央委员大辞典（1921—2003）》（中共党史出版社2004年版）何畏条目称：何畏于1937年到西安治病时叛逃，投靠国民党特务机关，任中统专员，又于1949年解放前夕被抓获处决。
也有人（高华）说此人后来自学文化并担任金陵大学农经系讲师，与妻子于1949年绝望而投河自尽。